# Nestoplja vas
Nestoplja vas este o localitate din comuna Semič, Slovenia, cu o populație de 21 de locuitori.